# Koenigia alpina
Koenigia alpina (sinónimo Aconogonon alpinum), comúnmente conocida como nudo alpino,es una planta originaria de Europa y Asia templada, especialmente en suaves laderas de praderas alpinas y sobre suelos de pastizales y matorrales templados. Es similar a Koenigia alaskana, pero difiere en el tamaño de las hojas y las características del aquenio. Suele ser también confundida con la K. divaricata.
Es uno de los padres del híbrido cultivado Koenigia × fennica, así como la Koenigia weyrichii. El cambio o transferencia de todas las especies del género Aconogonon en su árbol filogenético a Koenigia fue reconocido por el estudio de especies incluyendo el Aconogonon alpinum hacia K. alpina.

## Distribución
La K. alpina se encuentra frecuentemente entremesclados en fitocenosis con otras especies, incluyendo el Phleum alpinum. Ocupan picos rocosos excesivamente fríos y moderadamente húmedos y laderas de crestas de morrenas de presión débilmente cerradas en el límite de altitud de 2000 a 2300 metros (6561,7 a 7545,9 pies) sobre el nivel del mar.